# NGC 5369
NGC 5369 est une galaxie elliptique située dans la constellation de la Vierge. Sa vitesse par rapport au fond diffus cosmologique est de 3 342 ± 49 km/s, ce qui correspond à une distance de Hubble de 49,3 ± 3,5 Mpc (∼161 millions d'al). NGC 5369 a été découverte par l'astronome germano-britannique William Herschel en 1785.
À ce jour, une mesure non basée sur le décalage vers le rouge (redshift) donne une distance d'environ 46,300 Mpc (∼151 millions d'al). Cette valeur est à l'intérieur des valeurs de la distance de Hubble. 